# مجلس ملی کبیر ترکیه
مجلس ملی کبیر ترکیه یا مجلس ملت کبیر ترکیه (به ترکی استانبولی: Türkiye Büyük Millet Meclisi) یا به‌طور خلاصه مجلس، تنها نهاد قانونگذاری ترکیه است. این مجلس در ۲۳ آوریل ۱۹۲۰ در میانه جنگ استقلال ترکیه تأسیس شد. مجلس نقشی بنیادین در تلاشهای مصطفی کمال آتاترک و همکارانش برای ایجاد حکومتی از بازمانده‌های امپراطوری عثمانی پس از جنگ جهانی اول داشت. هم‌اکنون نعمان کورتلموش رئیس این مجلس است.

## نگارخانه

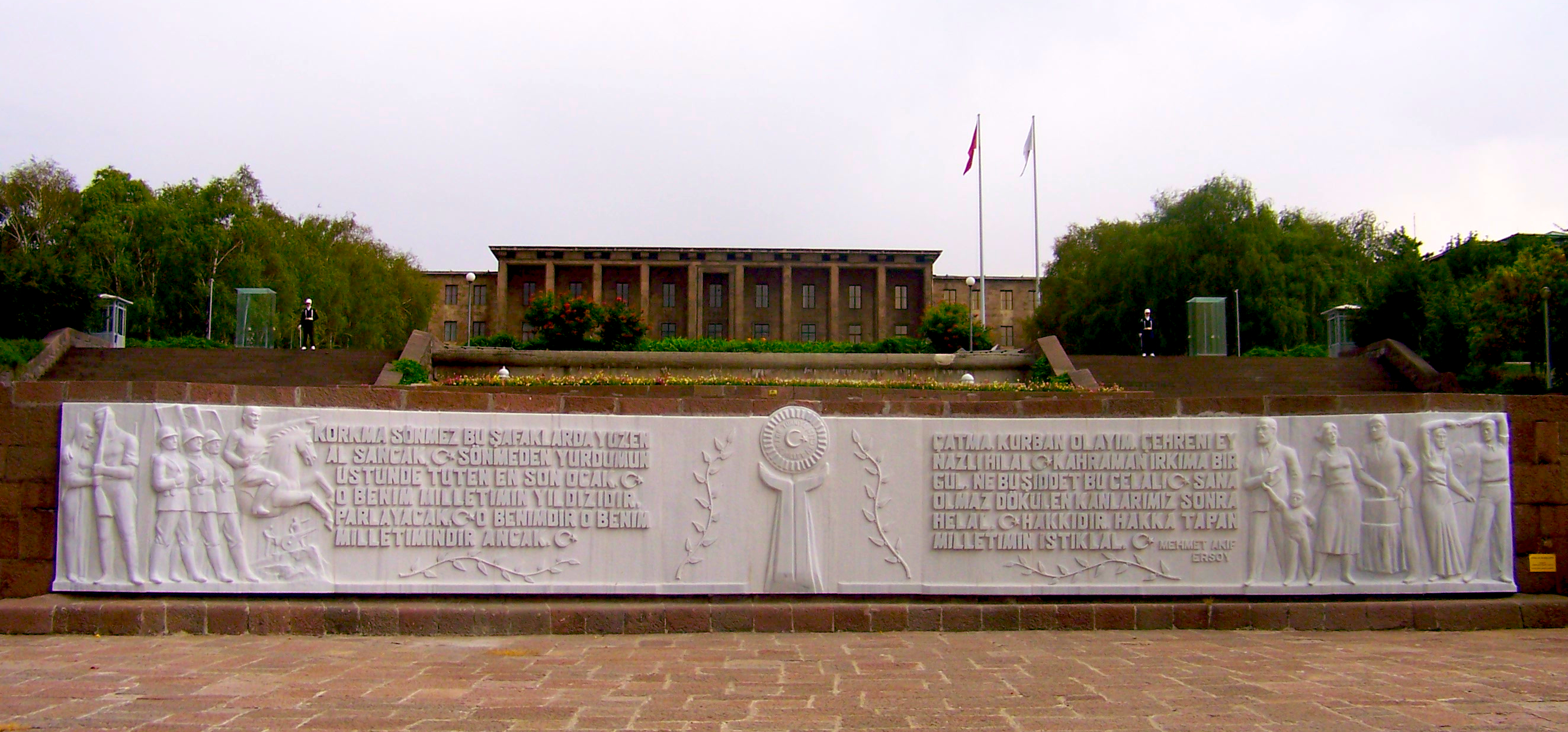
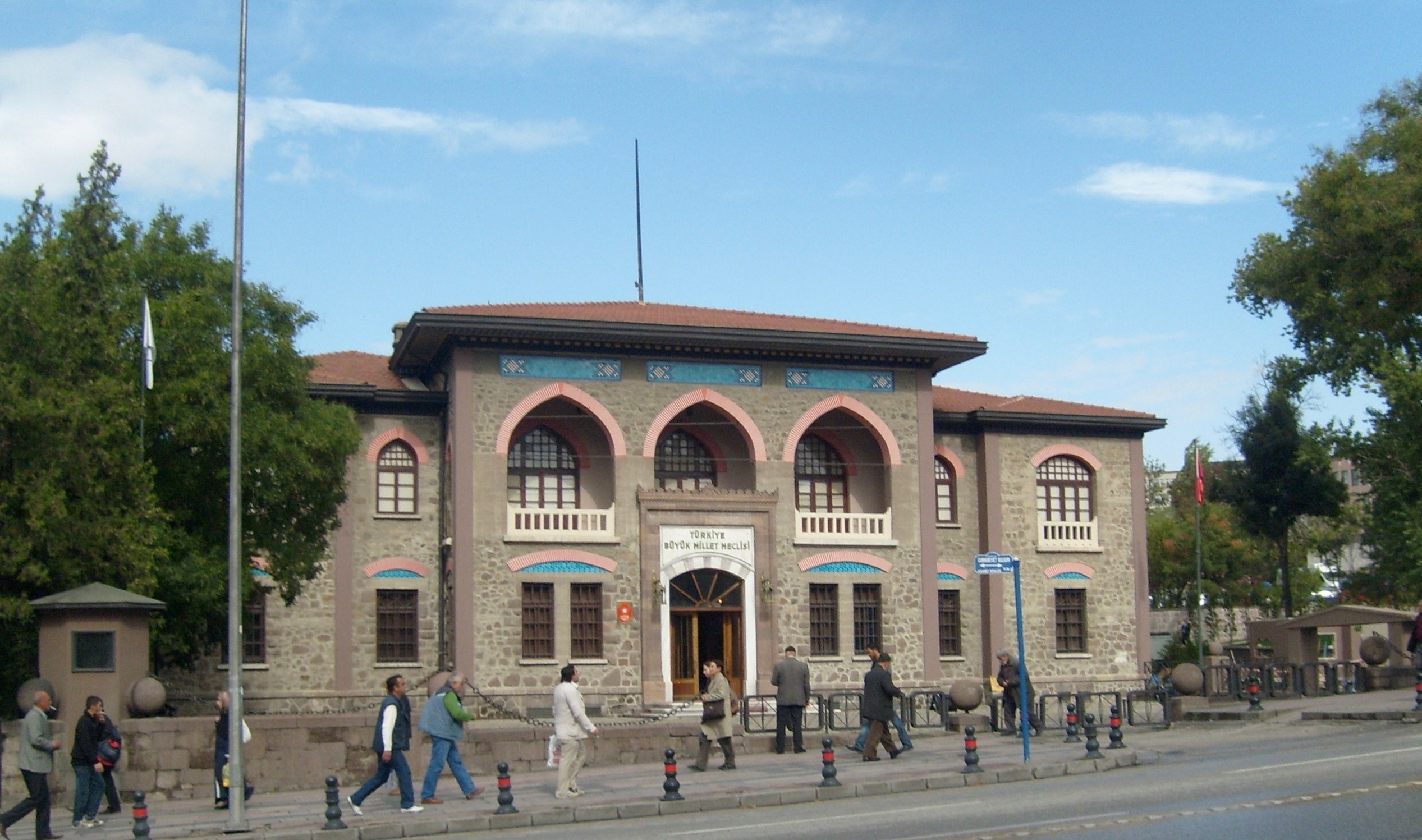
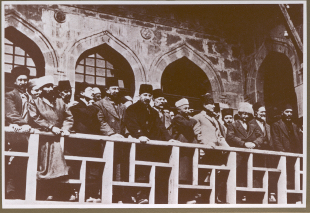
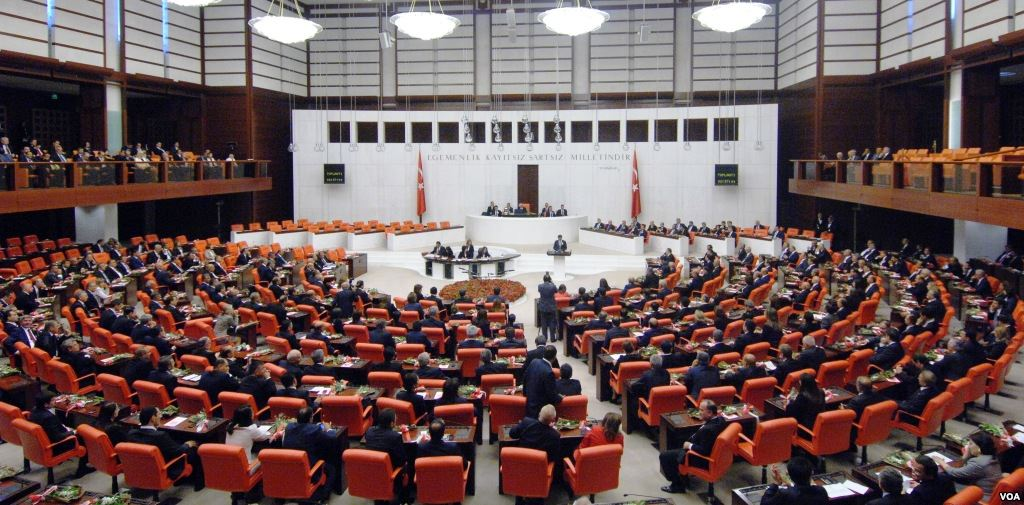
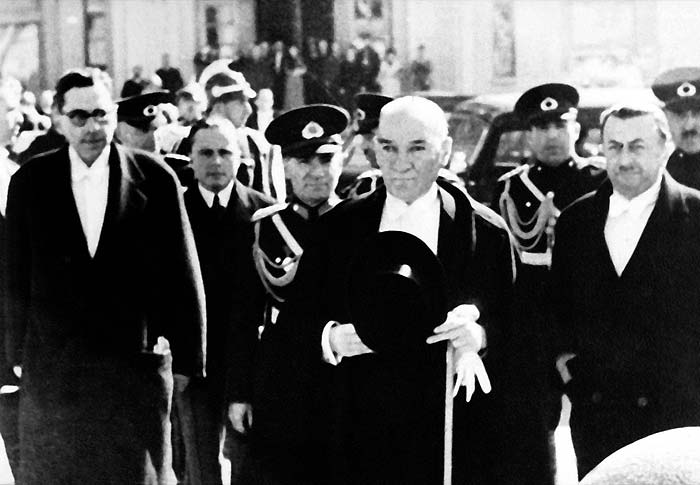
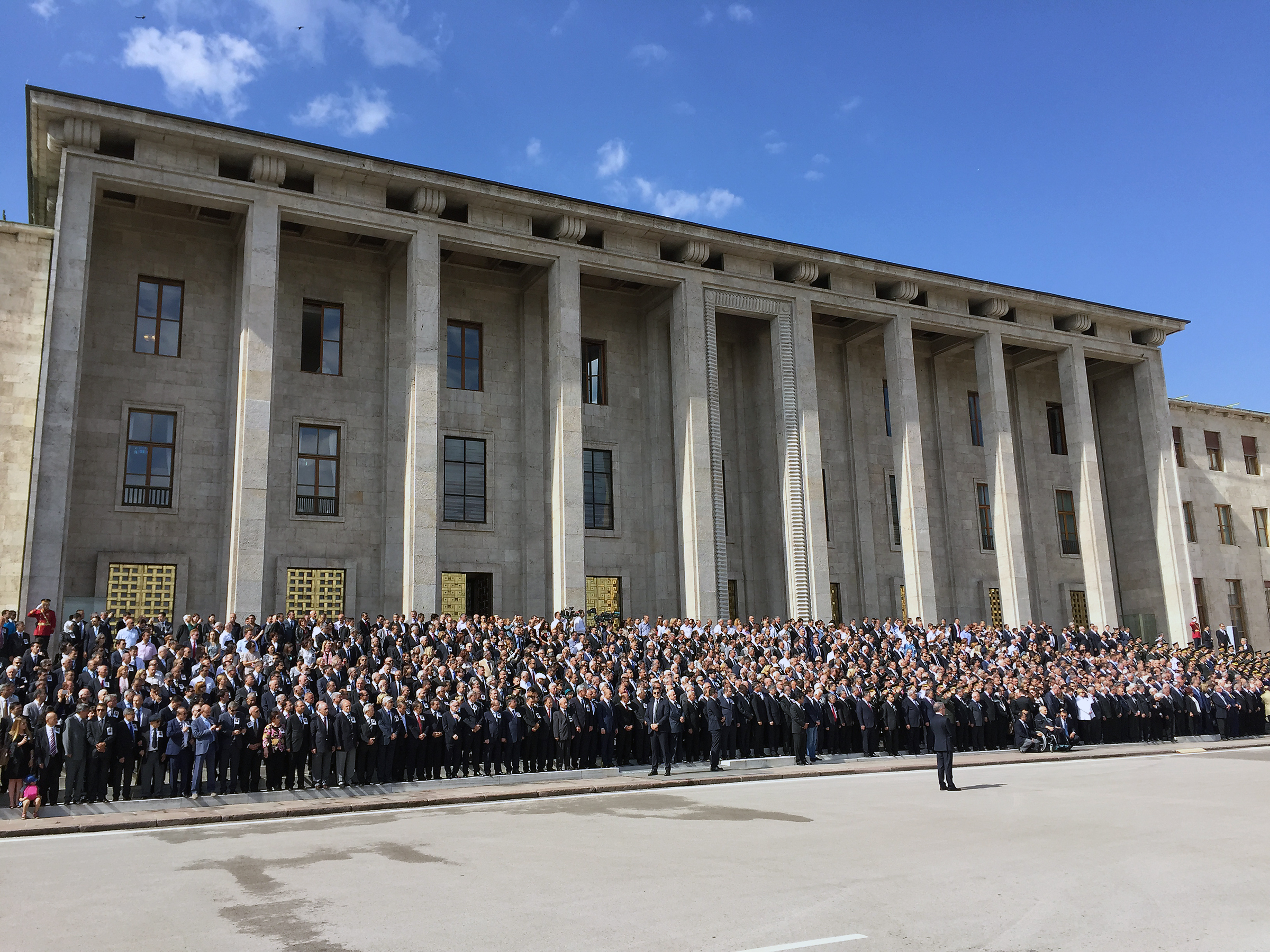
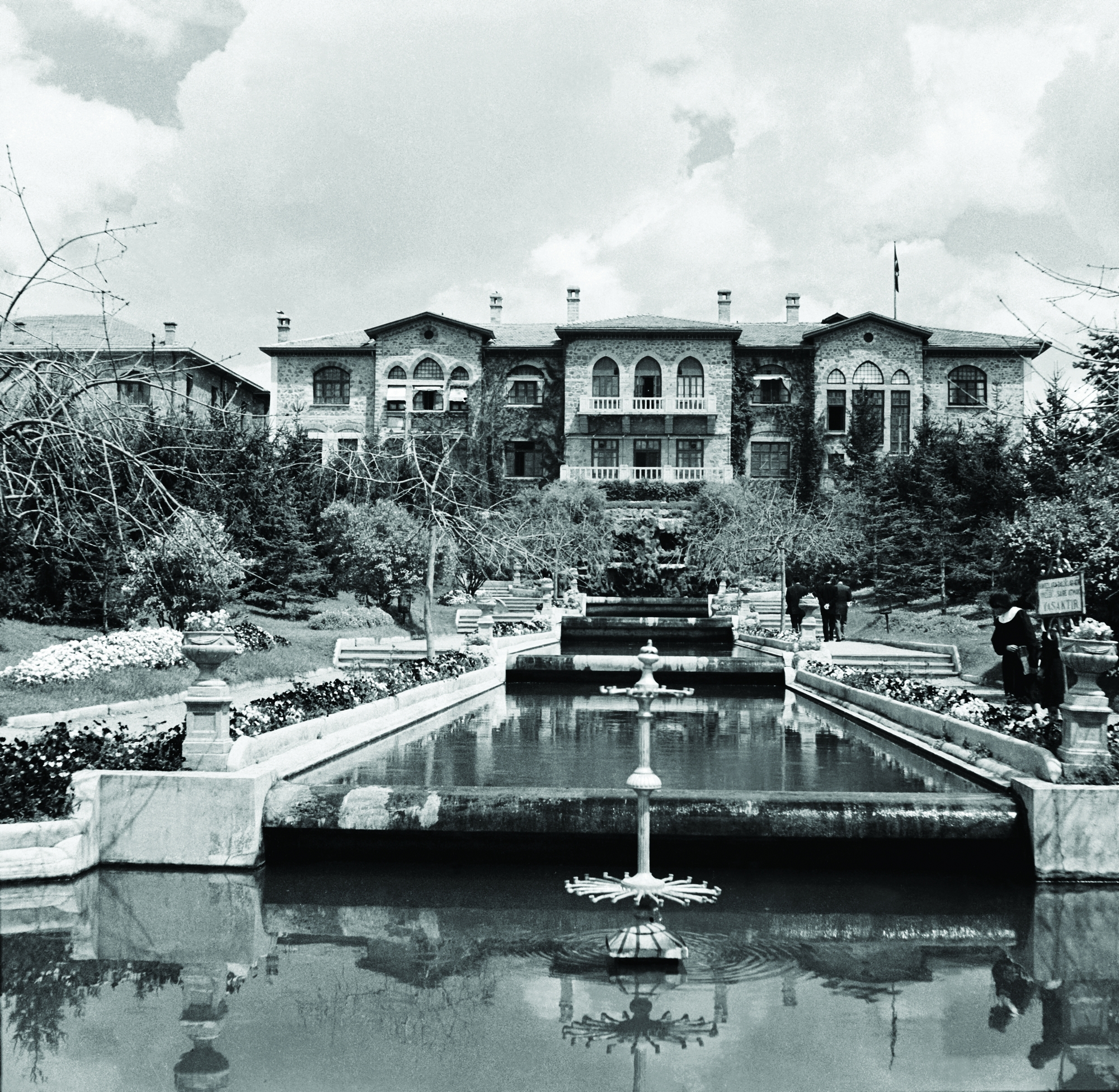
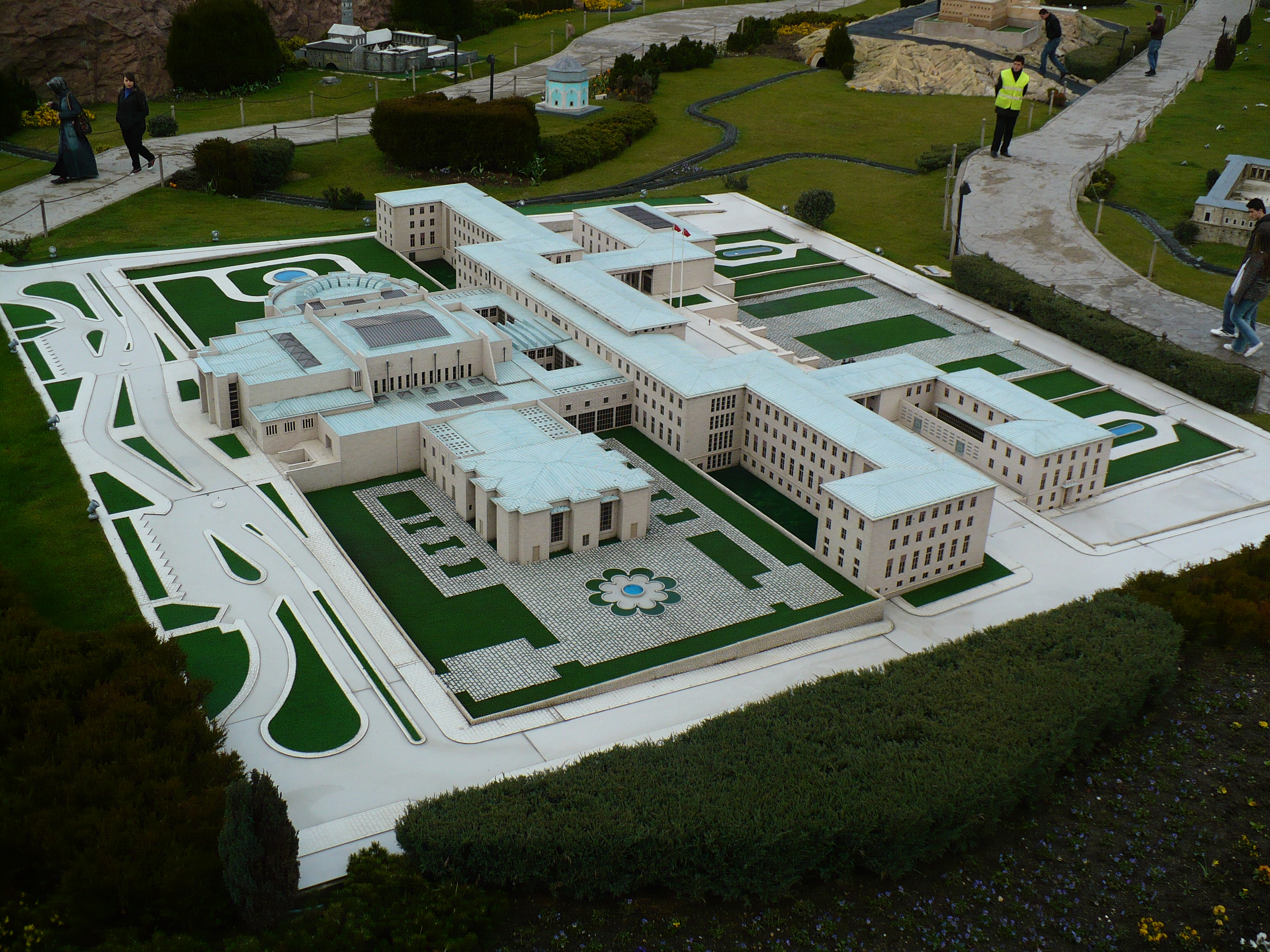
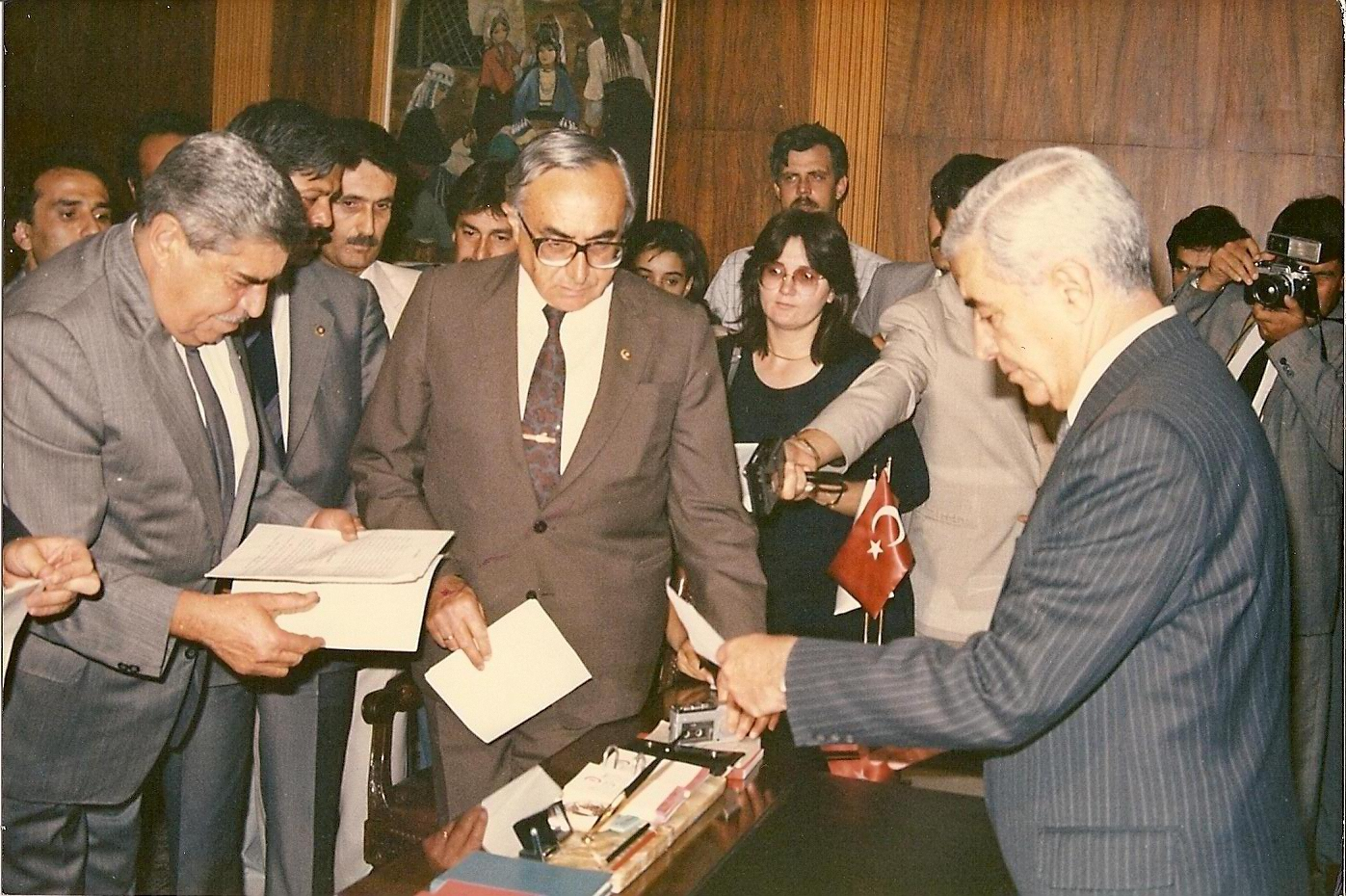
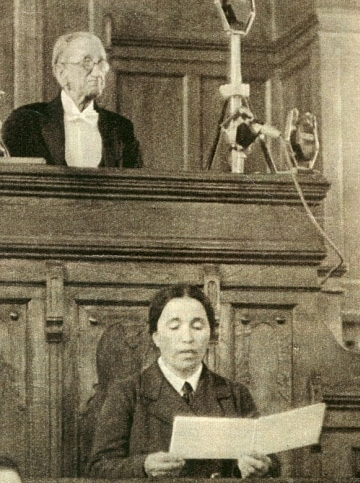
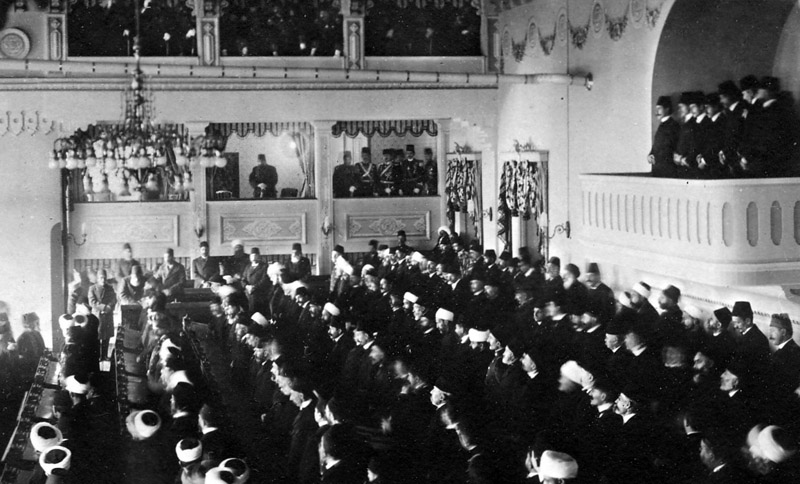
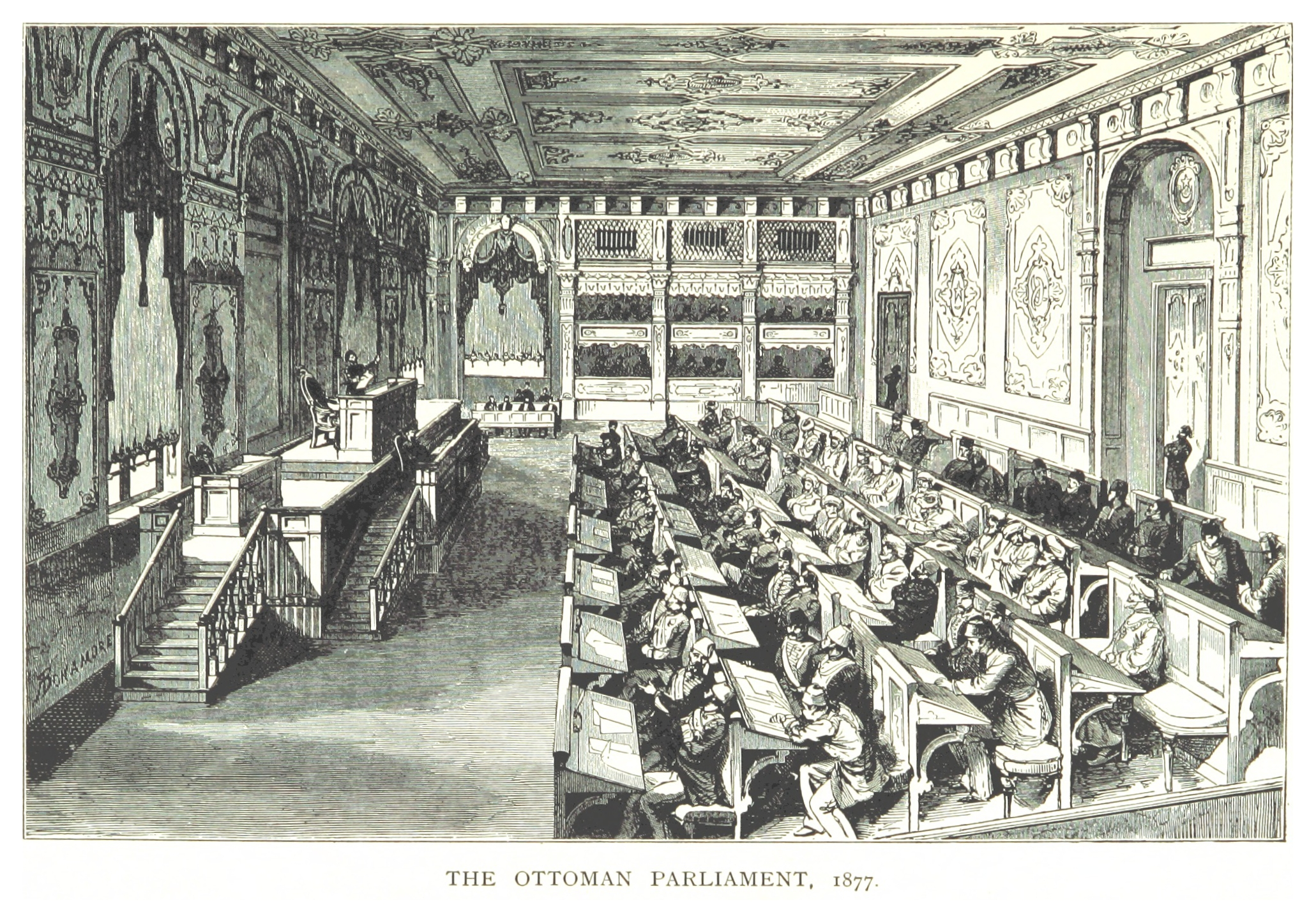

## احزاب صاحب کرسی مجلس ترکیهانتخابات سراسری ترکیه (۲۰۲۳)
| حزب               | تعداد نمایندگان |
| ----------------- | --------------- |
| حزب عدالت و توسعه | ۲۶۸             |
| حزب جمهوری خلق    | ۱۶۹             |
| حزب حرکت ملی      | ۵۰              |
| حزب خوب           | ۴۳              |
| حزب چپ سبز        | ۶۱              |
| سایر احزاب        | ۹               |
| جمع کل            | ۶۰۰             |

## یادداشت
1. ↑  
  -   حزب دِم پارتی (۵۷)
  -   حزب کارگران ترکیه (۳)
  -   حزب مناطق دموکراتیک (۲)
  -   حزب امپ (۲)
2. ↑  
  -   حزب دوا پارتی (۱۰)
  -   حزب سعادت (۸)
  -   حزب آینده (۶)